# Massimo Cavaliere
Massimo Cavaliere (Nápoles, 21 de noviembre de 1962) es un deportista italiano que compitió en esgrima, especialista en la modalidad de sable. Participó en los Juegos Olímpicos de Seúl 1988, obteniendo una medalla de bronce en la prueba por equipos.

## Palmarés internacional
| Juegos Olímpicos | Juegos Olímpicos     | Juegos Olímpicos  | Juegos Olímpicos  |
| Año              | Lugar                | Medalla           | Prueba            |
| ---------------- | -------------------- | ----------------- | ----------------- |
| 1988             | Seúl (Corea del Sur) | Medalla de bronce | Sable por equipos |